# Mastopoma raphidostegioides
Mastopoma raphidostegioides là một loài rêu trong họ Sematophyllaceae. Loài này được Cardot mô tả khoa học đầu tiên năm 1901.